# Marko Jordan
Marko Jordan (Zara, 27 ottobre 1990) è un calciatore croato, attaccante del Novalja.

## Caratteristiche tecniche
Gioca come prima punta. Una delle sue caratteristiche è la velocità.

## Carriera

### Club

#### Inizi e Sibenik
Nasce a Zara, in Dalmazia, nel 1990, nell'allora Jugoslavia, attuale Croazia. Inizia a giocare a calcio nello Zara, squadra della sua città. In seguito passa alle giovanili di Sebenico, dove rimane fino al 2009, e Zagora Unešić, dove gioca proprio nello stesso anno. Ad inizio 2010 ritorna al Sebenico, con cui debutta l'8 maggio, entrando al 93' e giocando un minuto nella vittoria casalinga per 2-1 in campionato sulla Dinamo Zagabria. Gioca altre tre partite tra finale della stagione 2009-2010 e prima metà di quella 2010-2011.

#### Omis e RNK Spalato
A febbraio 2011 passa all'Omiš, dove rimane fino a fine stagione. A luglio va all'RNK Spalato, esordendo il 24 luglio, quando gioca tutti i 90 minuti della sconfitta esterna per 2-1 con il Cibalia in campionato. Resta a Spalato soltanto un mese, giocando un'altra partita, nelle qualificazioni all'Europa League.

#### Dugopolje
Dopo il mese all'RNK Spalato, per il resto della stagione 2011-2012, scende in seconda serie, al Dugopolje. Fa il suo esordio il 28 agosto 2011, giocando titolare nel 5-0 interno sullo Hrvatski Dragovoljac in campionato. Il 17 settembre realizza la prima marcatura, l'1-0 nella vittoria per 4-2 sul campo dell'HAŠK Zagabria in 2. HNL. Chiude il campionato con 26 presenze e 7 gol.

#### Sesvete
La stagione successiva rimane in 2. HNL, passando al Sesvete. Gioca per la prima volta il 18 agosto 2012, alla prima di campionato, quando vince 3-1 in casa contro la sua ex squadra, il Sebenico, segnando anche una doppietta. Rimane fino a febbraio 2013 giocando 12 volte e segnando 4 gol.

#### GOSK Gabela
A metà stagione 2012-2013 va per la prima volta all'estero, in Bosnia Erzegovina, al GOŠK Gabela. Debutta il 3 marzo 2013, giocando titolare nell'1-0 casalingo sul Gradina Srebrenik in campionato. Il 10 aprile segna la prima e unica rete in 6 presenze, realizzando il gol definitivo nella sconfitta per 2-1 in trasferta contro lo Slavija in Premijer Liga. Va via anticipatamente ad ottobre della stagione successiva, dopo che la sua squadra era retrocessa in seconda serie.

#### Zlin
Ritorna a giocare 4 mesi dopo, a febbraio 2014, con lo Trinity Zlín, squadra ceca impegnata in seconda serie. Esordisce l'8 marzo, giocando 87 minuti nella vittoria interna per 2-1 sul Baník Most in campionato. Il 22 marzo segna la prima rete, quella del momentaneo 1-0 al 7' nella sconfitta casalinga per 2-1 con il Loko Vltavín in Druhá liga. In quattro mesi gioca 12 volte segnando 3 reti.

#### Istra 1961
Dopo essere rimasto 3 mesi e mezzo senza squadra, ritorna in Croazia, passando all'Istria 1961, in 1. HNL, il massimo campionato croato. Fa il suo esordio il 29 ottobre 2014 negli ottavi di finale di Coppa di Croazia, vinti 2-0 in casa contro il Sebenico, sua ex squadra, entrando a 5 minuti dalla fine. La prima in campionato la gioca invece il 30 novembre, giocando titolare nella sconfitta interna per 4-0 con la Dinamo Zagabria. Chiude giocando 20 partite, senza segnare gol.

#### Ritorno allo Zlin
Nell'estate 2015 ritorna in Repubblica Ceca, allo Trinity Zlín, stavolta in massima serie, debuttando il 1º agosto, alla seconda giornata di campionato, vinta 1-0 in casa contro il Vysočina Jihlava, entrando all'86'. Segna la prima rete il 22 settembre, nel 3º turno di Coppa ceca, sul campo del Prostějov, realizzando il 3-1 al 49' nella sfida vinta per 4-1. Il 21 novembre ottiene la prima marcatura in 1. liga, segnando il definitivo 2-1 al 58' in trasferta contro il Příbram. Il 24 gennaio 2017 rescinde il contratto, terminando con 30 presenze e 9 gol in una stagione e mezza.

#### Latina
Rimane svincolato poco meno di un mese e il 14 febbraio 2017 firma con il Latina, in Serie B, fino a fine stagione 2016-2017, con opzione biennale. Esordisce in maglia nerazzurra l'11 marzo 2017 nella gara di campionato persa per 1-0 in casa contro il Carpi, entrando all' 86' minuto. Il 12 giugno 2017, dopo aver ottenuto 4 presenze in nerazzurro, rimane senza squadra, dopo lo svincolo d'autorità da parte della FIGC di tutti i giocatori del Latina, società fallita a cui era stata revocata l'affiliazione.

## Statistiche

### Presenze nei club
Statistiche aggiornate al 31 luglio 2018.
| Stagione            | Squadra            | Campionato         | Campionato | Campionato | Coppe nazionali | Coppe nazionali | Coppe nazionali | Coppe continentali | Coppe continentali | Coppe continentali | Altre coppe | Altre coppe | Altre coppe | Totale | Totale | Totale |
| Stagione            | Squadra            | Comp               | Pres       | Reti       | Comp            | Pres            | Reti            | Comp               | Pres               | Reti               | Comp        | Pres        | Reti        | Pres   | Reti   |        |
| ------------------- | ------------------ | ------------------ | ---------- | ---------- | --------------- | --------------- | --------------- | ------------------ | ------------------ | ------------------ | ----------- | ----------- | ----------- | ------ | ------ | ------ |
| gen.-giu. 2010      | Sebenico           | 1. HNL             | 2          | 0          | HNK             | 0               | 0               | -                  | -                  | -                  | -           | -           | -           | 2      | 0      |        |
| lug. 2010-gen. 2011 | Sebenico           | 1. HNL             | 1          | 0          | HNK             | 0               | 0               | UEL                | 1                  | 0                  | -           | -           | -           | 2      | 0      |        |
| Totale Sibenik      | Totale Sibenik     | Totale Sibenik     | 3          | 0          | -               | 0               | 0               | -                  | 1                  | 0                  | -           | -           | -           | 4      | 0      |        |
| lug.-ago. 2011      | RNK Spalato        | 1. HNL             | 1          | 0          | HNK             | 0               | 0               | UEL                | 1                  | 0                  | -           | -           | -           | 2      | 0      |        |
| ago. 2011-2012      | Dugopolje          | 2. HNL             | 26         | 7          | HNK             | 0               | 0               | -                  | -                  | -                  | -           | -           | -           | 26     | 7      |        |
| 2012-feb. 2013      | Sesvete            | 2. HNL             | 12         | 4          | HNK             | 0               | 0               | -                  | -                  | -                  | -           | -           | -           | 12     | 4      |        |
| feb.-giu. 2013      | GOŠK Gabela        | PL                 | 6          | 1          | -               | -               | -               | -                  | -                  | -                  | -           | -           | -           | 6      | 1      |        |
| lug.-ott. 2013      | GOŠK Gabela        | PLFBIH             | 0          | 0          | KBIH            | 0               | 0               | -                  | -                  | -                  | -           | -           | -           | 0      | 0      |        |
| Totale GOSK Gabela  | Totale GOSK Gabela | Totale GOSK Gabela | 6          | 1          | -               | 0               | 0               | -                  | -                  | -                  | -           | -           | -           | 6      | 1      |        |
| feb.-giu. 2014      | Trinity Zlín       | DL                 | 12         | 3          | -               | -               | -               | -                  | -                  | -                  | -           | -           | -           | 12     | 3      |        |
| 2014-2015           | Istria 1961        | 1. HNL             | 17         | 0          | HNK             | 3               | 0               | -                  | -                  | -                  | -           | -           | -           | 20     | 0      |        |
| 2015-2016           | Trinity Zlín       | 1. L               | 13         | 3          | CRC             | 2               | 2               | -                  | -                  | -                  | -           | -           | -           | 15     | 5      |        |
| 2016-gen. 2017      | Trinity Zlín       | 1. L               | 13         | 2          | CRC             | 2               | 2               | -                  | -                  | -                  | -           | -           | -           | 15     | 4      |        |
| Totale Fastav Zlín  | Totale Fastav Zlín | Totale Fastav Zlín | 38         | 8          | -               | 4               | 4               | -                  | -                  | -                  | -           | -           | -           | 42     | 12     |        |
| feb.-giu. 2017      | Latina             | B                  | 4          | 0          | -               | -               | -               | -                  | -                  | -                  | -           | -           | -           | 4      | 0      |        |
| feb.-giu. 2018      | Alaškert           | BC                 | 5          | 0          | -               | -               | -               | -                  | -                  | -                  | -           | -           | -           | 5      | 0      |        |
| Totale carriera     | Totale carriera    | Totale carriera    | 112        | 20         | -               | 7               | 4               | -                  | 2                  | 0                  | -           | -           | -           | 121    | 24     |        |

## Palmarès

### Club
- Druga hrvatska nogometna liga: 1

Dugopolje: 2011-2012